# 黑线小鳖甲蜗牛
黑线小鳖甲蜗牛（学名：Chalepotaxis spadix cinctus），是柄眼目鳖甲蜗牛科Chalepotaxis的一种。主要分布于台湾，常栖息在石灰岩上。